# سكان كوريا الجنوبية

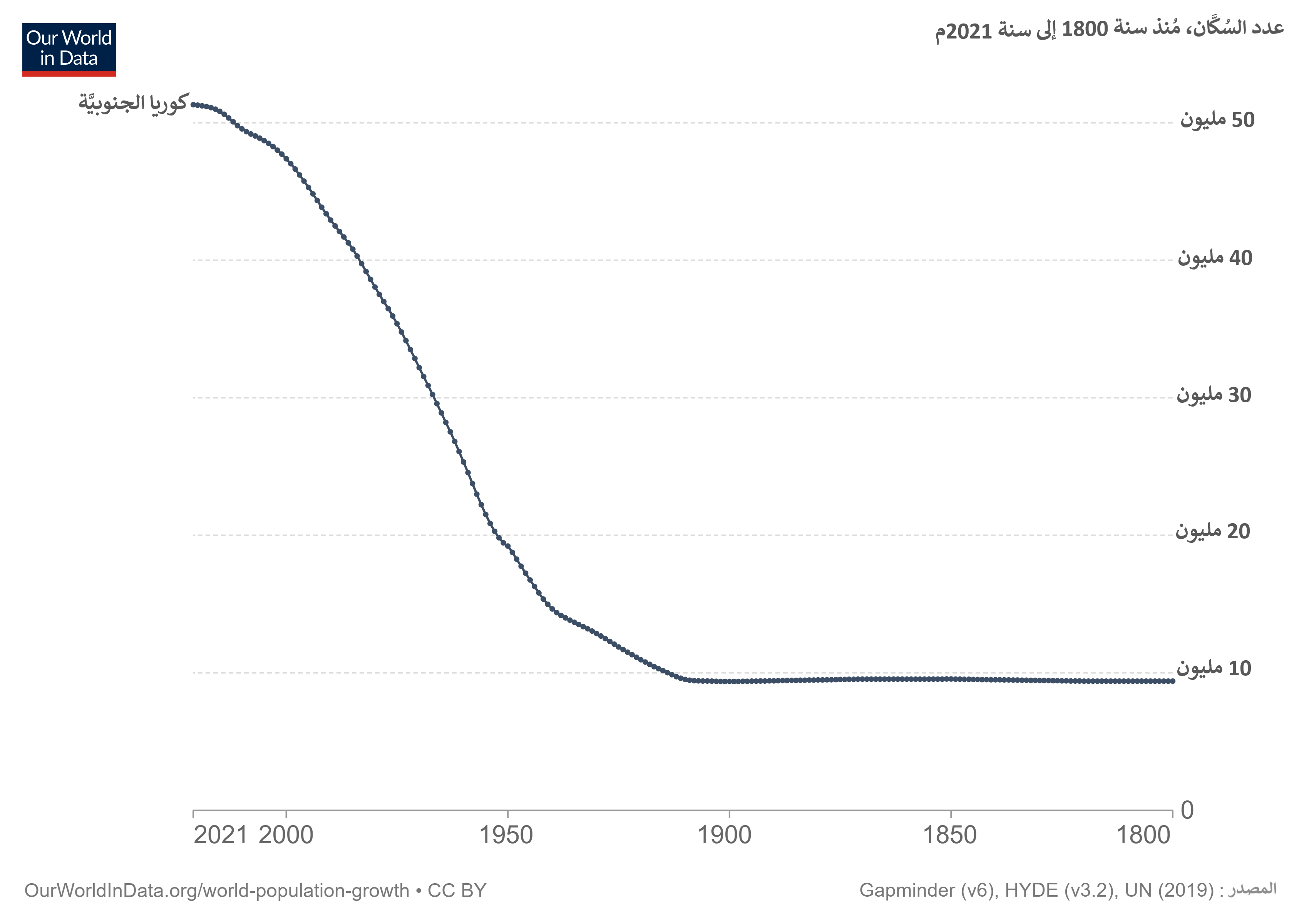

هذه المقالة هي عن الخصائص الديموغرافية لسكان كوريا الجنوبية، بما في ذلك الكثافة السكانية، والعرق، ومستوى التعليم، ورعاية الصحية، الحالة الاقتصادية، والانتماءات الدينية والجوانب الأخرى من السكان.

## خلفية
على الرغم من أن العديد من الشعوب الآسيوية المختلفة هاجروا إلى شبه الجزيرة الكورية في القرون الماضية، ظلت قليلة جدا بشكل دائم، وذلك بحلول عام 1990 كلا من كوريا الجنوبية وكوريا الشمالية كان من بين دول العالم الأكثر تجانسا عرقيا. وكان عدد من الأقليات الأصلية لا تكاد تذكر. في كوريا الجنوبية، وكان الناس من أصل أجنبي، بما في ذلك الصينية واليابانية والغربيين والآسيويين في جنوب شرق، جنوب آسيا وغيرها من نسبة صغيرة من السكان الذين كان مقر مؤقت عموما.
الكوريون يميلون إلى المساواة الجنسية أو المواطنة مع عضوية في مجموعة واحدة، أو عرقية متجانسة «العرق» (minjok، باللغة الكورية). لغة مشتركة وثقافة أيضا ينظر إليها باعتبارها من العناصر الهامة في هوية الكورية. حتى وقت قريب، ضرب فكرة الأمم متعدد الأعراق أو متعدد الأعراق، مثل الولايات المتحدة أو الهند، والعديد من الكوريين وغريبة أو حتى متناقضة.

### الاختلافات الإقليمية
على خلفية من التجانس العرقي، ومع ذلك، توجد اختلافات إقليمية كبيرة.
في كوريا الجنوبية، وأهم الفرق الإقليمية بين منطقة كيونغ سانغ، وتحتضن جيونجسانجبك دو وجيونج سانج نام دو. محافظات في جنوب شرق البلاد، ومنطقة جولا، وتحتضن جولابوك دو وجولا نام دو محافظات في جنوب غرب البلاد المنطقتين، مفصولة عن كتلة صخرية Jirisan، تغذية التناحر وقال للتوصل إلى فترة الممالك الثلاث من كوريا، والتي استمرت من القرن الرابع إلى القرن السابع الميلادي، عندما ممالك بايك جي وسيلا كافحت من أجل السيطرة على شبه جزيرة.
ولاحظ المراقبون أن الزيجات بين الأقاليم نادرة، وذلك اعتبارا من عام 1990 على طريق سريع جديد من أربع حارات الانتهاء في عام 1984 بين جوانج جو ودايجو، عواصم جولا نام دو وجيونجسانجبك دو قد المحافظات، لم تكن ناجحة في تشجيع السفر بين المنطقتين.
قد تأتي النخبة السياسية في كوريا الجنوبية ابتداء من 1970s، بما في ذلك الرؤساء بارك تشونغ هي، تشون دو هوان، وروه تاي وو، إلى حد كبير من منطقة كيونغ سانغ. ونتيجة لذلك، فقد كان جيونج سانج المستفيد خاص من مساعدات التنمية الحكومية. على النقيض من ذلك، ظلت منطقة جولا الريفية نسبيا، غير المطورة، والفقراء، وكثيرا ما كانت مرتعا للاضطرابات السياسية.
تم تكثيف مرارة الإقليمية في مذبحة ماي جوانج جو عام 1980، التي قتل فيها نحو 200 نسمة، وربما كثير أكثر من عاصمة جولا نام دو من قبل القوات الحكومية أرسلت لقمع تمرد. العديد من الجنود وأفيد من منطقة كيونغ سانغ.

### القوالب النمطية
الصور النمطية الإقليمية، مثل اللهجات المحلية، وقد تم كسر تحت تأثير مركزية التعليم، ووسائل الإعلام على الصعيد الوطني، وعدة عقود من حركة السكان منذ الحرب الكورية. الصور النمطية لا تزال ذات أهمية، ومع ذلك، في نظر العديد من الكوريين الجنوبيين. على سبيل المثال، غالبا ما توصف لشعب جيونجي دو، المحيطة سيول، كونه مثقف، والناس تشونجتشيونج، التي تقطن في المنطقة احتضان تشانجتشيونج دو وتشانجتشيونجنام دو المحافظات، ويعتقد أن يكون دمث من، ويظهر فضائل yangban صحيح. وكان ينظر شعب جانج وون دو في شمال شرق البلاد كما الفقراء ومتبلد الحس، في حين ينظر الكوريون من المحافظات الشمالية (التي أصبحت الآن في كوريا الشمالية) من بيونغان، هوانغهاي، وهامغيونغ بأنها جدية والعدوانية. جزيرة جيجو تشتهر المرأة القوية في التفكير ومستقل.

## الاتجاهات السكانية
وأظهر السكان في كوريا الجنوبية نموا كبيرا منذ تأسيس الجمهورية في عام 1948، ثم تباطأ بشكل كبير بانخفاض مع الآثار المترتبة على نموها الاقتصادي. في أول تعداد رسمي، واتخذت في عام 1949، وتحسب مجموع السكان في كوريا الجنوبية في 20188641 نسمة. وكان مجموع تعداد 1985 40466577. وكان النمو السكاني بطيئا، في المتوسط نحو 1.1٪ سنويا خلال الفترة من 1949 إلى 1955، عندما السكان المسجلين في 21500000. تسارع النمو بين عامي 1955 و 1966 حتي 29200000 أو بمتوسط سنوي قدره 2.8٪، ولكن تراجع بشكل ملحوظ خلال الفترة 1966-1985 إلى متوسط سنوي قدره 1.7٪. بعد ذلك، كان من المقدر أن يبلغ متوسط النمو السنوي نسبة إلى أن تكون أقل من 1٪، مشابهة لمعدلات النمو المنخفضة في معظم البلدان الصناعية، والهدف المحدد شخصية من قبل وزارة الشؤون الصحية والاجتماعية لل1990s. اعتبارا من 1 يناير 1989، ويقدر عدد سكان كوريا الجنوبية لتكون ما يقرب من 42200000.
ارتفعت نسبة من مجموع السكان دون الخامسة عشرة من عمره وانخفض معدل النمو. في عام 1955 كان ما يقرب من 41.2٪ من السكان دون سن 15 سنة من العمر، وهي النسبة التي ارتفعت إلى 43.5٪ في عام 1966 قبل أن يتراجع إلى 38.3٪ في عام 1975 34.2٪، في عام 1980، و 29,9٪ في عام 1985. في الماضي، وضعت نسبة كبيرة من الأطفال بالنسبة إلى مجموع السكان سلالات كبير على اقتصاد البلاد، ولا سيما وأن استثمرت موارد كبيرة في مرافق التعليم. مع التباطؤ في معدل النمو السكاني وارتفاع متوسط العمر (من 18.7 سنة إلى 21.8 سنة بين عامي 1960 و 1980)، بدأ الهيكل العمري للسكان ليشابه نمط عمودي نموذجية من البلدان المتقدمة، بدلا من هرمي العثور على النمط السائد في معظم أنحاء العالم الثالث.
انعكس التراجع في معدل النمو السكاني ونسبة السكان دون الخامسة عشرة من العمر بعد عام 1966 في نجاح الرسمية وغير الرسمية برامج تحديد النسل. وكانت حكومة الرئيس لي سونغ مان (1948-1960) المحافظ في مثل هذه الأمور. على الرغم من أن الكنائس المسيحية بدأت حملة تنظيم الأسرة في عام 1957، لم يكن حتى عام 1962 ان حكومة بارك تشونغ هي، تشعر بالقلق من الطريقة التي تزايد عدد السكان بشكل سريع وتقويض النمو الاقتصادي، وبدأ تنظيم الأسرة على الصعيد الوطني برنامج. ومن العوامل الأخرى التي ساهمت في حدوث تباطؤ في النمو السكاني والتحضر، سن الزواج في وقت لاحق لكل من الرجال والنساء، ومستويات التعليم العالي، وعدد أكبر من النساء في القوة العاملة، وتحسين مستويات الصحة.
وشملت الوكالات العامة والخاصة العاملة في مجال تنظيم الأسرة وزارة الشؤون الصحية والاجتماعية، وزارة الشؤون الداخلية، واتحاد تنظيم الأسرة في كوريا، ومعهد كوريا لتنظيم الأسرة. في أواخر 1980s، وشملت أنشطتها توزيع مجانا سائل منع الحمل والمعلومات، والفصول المخصصة للنساء في وسائل تنظيم الأسرة، ومنح الاعانات والامتيازات الخاصة (مثل القروض السكنية بأسعار فائدة منخفضة) إلى الآباء والأمهات الذين وافقوا على الخضوع لتعقيم. كان هناك 502000 من كوريا الجنوبية تعقيمها في عام 1984، بالمقارنة مع 426000 في السنة السابقة.
مصدق في عام 1973 الأم والطفل قانون الصحة الإجهاض. في عام 1983 بدأت الحكومة بتعليق فوائد التأمين الطبي لرعاية الأمومة للنساء الحوامل مع ثلاثة أطفال أو أكثر. كما نفى أن التخفيضات الضريبية لنفقات التعليم إلى الآباء والأمهات مع اثنين أو أكثر من الأطفال.
كما هو الحال في الصين، طرح المواقف الثقافية مشاكل لبرامج تنظيم الأسرة. ومن المتوقع أن تفضيل قوي لأبناء ومنظمة الصحة العالمية في كوريا التقليدي الكونفوشيوسية نظام القيم لرعاية والديهم في سن الشيخوخة، وحمل على اسم العائلة، يعني أن الآباء والأمهات مع بناتهم استمرت عادة فقط لإنجاب الأطفال حتى ولدت ابنا. وشجعت الحكومة المتزوجين لديها طفل واحد فقط. لقد كان هذا موضوعا بارزا في الدعاية للخدمة العامة، والتي تؤكد «لديها طفل واحد، ورفع ذلك جيدا».
وانخفضت معدلات الخصوبة الكلية (متوسط عدد المواليد للمرأة سيكون لها خلال حياتها) من 6.1 ولادة لكل امرأة في عام 1960 إلى 4.2 في عام 1970، 2,8 في عام 1980، و 2.4 في عام 1984. ارتفع عدد الولادات الحية، كما هو مسجل 711810 في عام 1978، إلى أعلى مستوى من 917860 في عام 1982. وأثار هذا التطور مخاوف بين الخبراء وتنظيم الأسرة من جديد «ازدهار المواليد». بحلول عام 1986، ومع ذلك، فإن عدد المواليد الأحياء رفض 806041.
واصلت التراجع في النمو السكاني، وبين 2005 حتي 2010 بلغ معدل الخصوبة الكلي للنساء في كوريا الجنوبية وكان 1.21، واحدة من العالم أدنى فقا للأمم المتحدة. [2] معدل الخصوبة أقل بكثير من مستوى الإحلال البالغ 2.1 ولادة لكل امرأة أثارت وطني الإنذار، مع التنبؤات الرهيبة لمجتمع الشيخوخة غير قادرة على النمو أو دعم كبار السن لها. وتحديد أولويات الحكومات الكورية مؤخرا هذه القضية على جدول أعماله، واعدا على سن الإصلاحات الاجتماعية التي من شأنها تشجيع النساء على إنجاب الأطفال.
زيادة عدد السكان في البلاد إلى 46 مليون بحلول نهاية القرن العشرين، مع معدلات نمو تتراوح بين 0.9٪ و 1.2٪. ويتوقع السكان لتحقيق الاستقرار (أي، وقف في النمو) في عام 2023 عند حوالي 52600000 نسمة. على حد تعبير مجلة Asiaweek، و «استقرت حصيلة ستقارب عدد من الفلبينيين في عام 1983، ولكن تقلص إلى أقل من ثلث هذه المساحة [الفلبين]».

### أنماط سكان مستوطنة
كوريا الجنوبية هي واحدة من أكثر الدول كثافة سكانية في العالم، مع وجود 425 شخصا في الكيلومتر المربع الواحد المقدر في عام 1989، أكثر من 16 مرة من متوسط الكثافة السكانية في الولايات المتحدة في أواخر 1980s. وعلى سبيل المقارنة، كان في الصين ما يقدر بنحو 114 شخصا، وجمهورية ألمانيا الاتحادية (ألمانيا الغربية) 246 شخصا، واليابان 323 شخصا في الكيلومتر المربع الواحد في أواخر 1980s. لأن حوالي 70٪ من مساحة الأراضي في كوريا الجنوبية هي منطقة جبلية ويتركز السكان في المناطق المنخفضة، وكانت الكثافة السكانية الفعلية في العام أعلى من المتوسط. في وقت مبكر من عام 1975، أشارت التقديرات إلى أن كثافة المدن 35 في كوريا الجنوبية، كل واحدة من التي كان عدد سكانها 50,000 نسمة أو أكثر، وكان 3700 شخصا في الكيلومتر المربع الواحد. بسبب استمرار الهجرة إلى المناطق الحضرية، وكان هذا الرقم أعلى مما لا شك فيه في أواخر 1980s.
في عام 1988 وكانت سول كثافة سكانية من 17030 شخص في الكيلومتر المربع الواحد، مقارنة مع 13816 نسمة لكل كيلومتر مربع في عام 1980. وكان ثاني أكبر مدينة، بوسان، وكثافة من 8504 نسمة لكل كيلومتر مربع في عام 1988 بالمقارنة مع 7272 شخص في عام 1980. وكان كيونجي مقاطعة، التي تحيط بالعاصمة ويحتوي على إنشون، مدينة في البلاد رابع أكبر محافظة من حيث الكثافة السكانية، مقاطعة كانج وون في شمال شرق البلاد وكان اقليم الأقل كثافة سكانية.
وفقا لمجلس الحكومة في التخطيط الاقتصادي، والكثافة السكانية سيكون 530 شخصا في الكيلومتر المربع الواحد بحلول عام 2023، وهو العام الذي يتوقع أن عدد السكان لتحقيق الاستقرار.

### شيخوخة السكان
كوريا الجنوبية تواجه مشكلة من شيخوخة سكانية. في الواقع، وسرعة الشيخوخة في كوريا لم يسبق له مثيل في تاريخ البشرية، 18 عاما ليتضاعف عدد السكان المسنين 7 حتي 14٪ (أقل عدد من السنوات)، التجاوز حتى اليابان. إحصائيات دعم هذه الملاحظة، فإن نسبة الذين تتراوح أعمارهم بين كبار السن 65 سنة فأكثر، وارتفع بشكل حاد من 3.3٪ في عام 1955 إلى 10.7٪ في عام . 2009 لقد تغير شكل من سكانها من هرم في 1990s، مع المزيد من الشباب والناس أقل القديمة، إلى شكل من الماس في عام 2010، مع أشخاص أقل من الشباب ونسبة كبيرة من الأفراد في منتصف العمر.
وهناك آثار عديدة، والقضايا المرتبطة شيخوخة السكان. من شيخوخة سكانية من المرجح أن تكون لها آثار سلبية عديدة على قوة العمل. على وجه الخصوص، يتوقع الخبراء أن هذا قد يؤدي إلى تقلص القوة العاملة. كما أن نسبة متزايدة من الناس يدخلون و50S 60S، اختاروا إما للتقاعد أو يجبرون على التقاعد من قبل شركاتهم. على هذا النحو، لن يكون هناك انخفاض في نسبة السكان الناشطين اقتصاديا في عدد السكان. أيضا، مع الشيخوخة السريعة، فإنه من المحتمل جدا أن يكون هناك خلل في نسبة الشباب من العمر من القوى العاملة. وهذا قد يؤدي إلى عدم وجود حيوية والابتكار في قوة العمل، حيث أن يخرجه ذلك بصورة رئيسية من قبل العمال في منتصف العمر. وتظهر بيانات أن في حين أن هناك عدد أقل من الشباب في المجتمع، فإن نسبة السكان الناشطين اقتصاديا، وتتألف من أشخاص تتراوح أعمارهم بين 15 - 64، وارتفع بنسبة 20٪ من 55.5٪ إلى 72.5٪. وهذا يدل على قوة العمل وبالفعل ومعظمه من غير العاملين في منتصف العمر.
وقد يكون ذلك ممكنا هو أن كوريا الجنوبية سوف يكون مرشحا أقل جاذبية للاستثمار. قد قرر المستثمرون في الانتقال إلى دول مثل فيتنام والصين، حيث هناك وفرة اليد العاملة أرخص وأصغر سنا. إذا كان أرباب العمل لاختيار لمواصلة العمليات في كوريا الجنوبية، وهناك احتمال أنها قد تتكبد تكاليف أعلى في إعادة تدريب أو رفع مستوى مهارات هذه الفئة من العمال في منتصف العمر. وعلاوة على ذلك، ويمكن أيضا ارتفاع تكاليف الرعاية الصحية يتم تكبدها  والحكومة قد تحتاج إلى تخصيص مزيد من الأموال للحفاظ على نظام الرعاية الصحية الجيدة لتلبية احتياجات كبار السن.

### التحضر
مثل غيرها من الاقتصادات المصنعة حديثا، شهدت كوريا الجنوبية نموا سريعا من المناطق الحضرية الناجمة عن هجرة أعداد كبيرة من الناس من الريف. في القرنين الثامن عشر والتاسع عشر، وكانت سول، وهي أكبر مستوطنة في المناطق الحضرية، يبلغ عدد سكانها حوالي 190,000 نسمة. كان هناك تناقض صارخ مع اليابان، حيث ايدو (طوكيو) وكان ما يصل إلى مليون نسمة وعدد سكان المناطق الحضرية تضم ما يصل إلى 10٪ إلى 15٪ من المجموع خلال مدة Tokugawa (1600-1868). خلال السنوات الأخيرة من سلالة تشوسون والسنوات الأولى من الحكم الاستعماري الياباني، وكان عدد سكان الحضر في كوريا لا يزيد عن 3٪ من المجموع. بعد عام 1930، بدأ جزء من السكان في المناطق الحضرية عندما اليابانية بدأت التنمية الصناعية في شبه الجزيرة الكورية، ولا سيما في المحافظات الشمالية المتاخمة لمنشوريا، أن تنمو لتصل إلى 11.6٪ بالنسبة لجميع من كوريا في عام 1940.
بين عامي 1945 و 1985، نما عدد سكان الحضر في كوريا الجنوبية من 14.5٪ إلى 65.4٪ من مجموع السكان. في عام 1988 مجلس التخطيط الاقتصادي تشير التقديرات إلى أن نسبة الحضر من السكان سيصل إلى 78.3٪ بحلول نهاية القرن العشرين. وكان معظم هذه الزيادة في المناطق الحضرية التي تعزى إلى الهجرة بدلا من النمو الطبيعي للسكان في المناطق الحضرية. وكانت معدلات الولادة في المناطق الحضرية بشكل عام أقل من المتوسط الوطني. مدى التحضر في كوريا الجنوبية، ومع ذلك، لم يتم الكشف بشكل كامل في هذه الإحصاءات. وقد تم تعريف سكان المناطق الحضرية في التعداد الوطني بأنها تقتصر على تلك البلديات مع 50000 نسمة أو أكثر. على الرغم من أن العديد من المستوطنات التي تضم أقل من 50,000 نسمة وكانت بلدات الأقمار الصناعية من سيول أو غيرها من المدن الكبرى أو مجتمعات التعدين في مقاطعة كانج وون شمال شرق البلاد، والتي ستنظر في المناطق الحضرية من حيث الظروف المعيشية والمهن من السكان، فإنها لا تزال صنفت رسميا بأنها الريفية.
وشكلت والاضطرابات الناجمة عن الحرب الكورية عن الزيادة السريعة في عدد سكان الحضر خلال 1950s في وقت مبكر. وتدفق مئات الآلاف من اللاجئين، وكثير منهم من كوريا الشمالية، إلى المدن. خلال فترة ما بعد الحرب الكورية، وترك الناس في المناطق الريفية قرى أجدادهم بحثا عن مزيد من الفرص الاقتصادية والتعليمية في المدن. وبحلول أواخر 1960s، والهجرة أصبحت مشكلة خطيرة، ليس فقط لأنها كانت مكتظة بشكل رهيب المدن، ولكن أيضا لأن المناطق الريفية وتفقد معظم أعضاء الشابة والمنتجة من قوة العمالة لديها.
في عام 1970، أطلقت الحكومة بارك تشونغ هي في undong Saemaul (حركة مجتمع جديد) بوصفها إعادة الاعمار في المناطق الريفية وحركة المساعدة الذاتية لتحسين الظروف الاقتصادية في القرى، وردم الهوة واسعة في الدخل بين المناطق الريفية والحضرية، ووقف الهجرة من الريف وكذلك لبناء قاعدة سياسية. على الرغم من كمية هائلة من الدعاية التي ترعاها الحكومة، خصوصا في عهد بارك، لم يكن واضحا من قبل أواخر 1980s أن undong Saemaul قد حققت أهدافها. بحلول ذلك الوقت وتألفت كثير، إن لم يكن أكثر، والزراعة، وقرى الصيد من كبار السن؛ عدد قليل نسبيا من الرجال الأصحاء والنساء ما زال العمل في الحقول أو لصيد السمك. وكان هذا الاتجاه واضحا في الإحصاءات الحكومية للفترة 1986-1987: نسبة السكان 50 سنة أو أكثر يعيشون في المجتمعات الزراعية ارتفعت من 28.7٪ في عام 1986 إلى 30.6٪ في عام 1987، في حين أن عدد الأشخاص الذين في العشرينات من العمر الذين يعيشون في الزراعة ورفض المجتمعات المحلية من 11.3٪ إلى 10.8٪. وكانت النسب على الصعيد الوطني لشعب 50 سنة أو أكثر، في العشرينات من العمر، في عام 1986، 14.9٪ و 20.2٪ على التوالي (انظر الزراعة، الفصل 3).
في عام 1985 وكانت أكبر المدن سيول (9645932 نسمة)، بوسان (3516807)، دايجو (2030672)، انشيون (1387491)، جوانج جو (906129)، وديجون (866695). وفقا لإحصاءات الحكومة، تجاوز عدد سكان سيول، واحدة من أكبر المدن في العالم، 10 ملايين شخص في أواخر عام 1988. وكانت سيول متوسط معدل النمو السكاني السنوي في أواخر 1980s أكثر من 3٪. وكان ثلثا هذا النمو يعزى إلى الهجرة بدلا من الزيادة الطبيعية. وكشف المسح ان «فرص عمل جديدة أو تسعى للحصول على وظيفة جديدة،» نقل وظيفة "،" و «العمل» وكانت الأسباب الرئيسية التي قدمها المهاجرون الجدد على الحضور إلى العاصمة. ومن العوامل الأخرى التي ذكرها المهاجرين «التعليم» و «منطقة أكثر ملاءمة للعيش».
للتخفيف من حدة الاكتظاظ في منطقة وسط المدينة في سيول، وجهت حكومة المدينة خطة رئيسية في منتصف 1980s، أن تصوره للتنمية من أربع «مناطق أساسية» بحلول عام 2000: منطقة وسط البلد الأصلي، Yongdongpo-يويدو، Yongdong، وجامسيل. المدن الأقمار الصناعية وأيضا سيتم إنشاء أو توسيع نطاقها. في أواخر 1980s، وكشفت الإحصاءات ان عدد السكان خلال النهار أو نقل الركاب من وسط سيول كانت تصل إلى ستة أضعاف عدد السكان المسجلين رسميا. إذا كانت الخطة الرئيسية للنجاح، والكثير من الركاب السفر للعمل في مجال الأساسية أقرب من ديارهم، وسكان منطقة وسط المدينة في وضح النهار سينخفض. تم نقل العديد من الوزارات الحكومية للخروج من سيول، وتم نقلهم الجيش والبحرية، ومقر القوة الجوية لدايجون.

## الإحصاءات الحيوية

### تقديرات الأمم المتحدة[5]
| الفترة | ولادة حية سنويا | وفاة سنويا | التغير الطبيعي سنويا | CBR1 | CDR1 | NC1  | TFR1 | IMR1  |
| --- | --------------- | ---------- | -------------------- | ---- | ---- | ---- | ---- | ----- |
| 1950-1955 | 722 000         | 331 000    | 391 000              | 35.8 | 16.4 | 19.4 | 5.05 | 138.0 |
| 1955-1960 | 1 049 000       | 356 000    | 693 000              | 45.4 | 15.4 | 30.0 | 6.33 | 114.4 |
| 1960-1965 | 1 067 000       | 347 000    | 720 000              | 39.9 | 13.0 | 27.0 | 5.63 | 89.7  |
| 1965-1970 | 985 000         | 298 000    | 687 000              | 32.9 | 9.9  | 23.0 | 4.71 | 64.2  |
| 1970-1975 | 1 004 000       | 259 000    | 746 000              | 30.4 | 7.8  | 22.5 | 4.28 | 38.1  |
| 1975-1980 | 833 000         | 253 000    | 581 000              | 23.1 | 7.0  | 16.1 | 2.92 | 33.2  |
| 1980-1985 | 795 000         | 248 000    | 547 000              | 20.4 | 6.4  | 14.0 | 2.23 | 24.6  |
| 1985-1990 | 647 000         | 239 000    | 407 000              | 15.5 | 5.7  | 9.8  | 1.60 | 14.9  |
| 1990-1995 | 702 000         | 239 000    | 463 000              | 16.0 | 5.5  | 10.6 | 1.70 | 9.7   |
| 1995-2000 | 615 000         | 247 000    | 368 000              | 13.6 | 5.5  | 8.1  | 1.51 | 6.6   |
| 2000-2005 | 476 000         | 245 000    | 231 000              | 10.2 | 5.3  | 5.0  | 1.22 | 5.3   |
| 2005-2010 | 477 000         | 243 000    | 234 000              | 10.0 | 5.1  | 4.9  | 1.29 | 3.8   |
| 1 CBR = معدل المواليد الخام (لكل 1000)، مجلس الإنماء والإعمار = معدل الوفيات الخام (لكل 1000)؛ NC = التغير الطبيعي (في 1000)؛ معدل الخصوبة الإجمالي = معدل الخصوبة الإجمالي (عدد الأطفال لكل امرأة)؛ معدل وفيات الرضع معدل وفيات الرضع = لكل 1000 ولادة |                 |            |                      |      |      |      |      |       |

### مولود جديد، وحالة وفاة[6]
|         | متوسط عدد السكان | ولادة حية | وفيات   | التغير الطبيعي | معدل المواليد الخام (لكل 1000) | معدل الوفيات الخام (لكل 1000) | التغير الطبيعي (لكل 1000) | معدل الخصوبة الكلية (معدل الخصوبة الاجمالي) |
| ------- | ---------------- | --------- | ------- | -------------- | ------------------------------ | ----------------------------- | ------------------------- | ------------------------------------------- |
| 1979    | 36 898 000       | 873 813   | 267 000 | 606 813        | 23.7                           | 7.2                           | 16.4                      | 2.900                                       |
| 1980    | 37 460 000       | 889 554   | 263 580 | 625 974        | 23.7                           | 7.0                           | 16.7                      | 2.820                                       |
| 1981    | 38 055 000       | 868 869   | 225 514 | 643 355        | 22.8                           | 5.9                           | 16.9                      | 2.570                                       |
| 1982    | 38 674 000       | 849 872   | 236 241 | 613 631        | 22.0                           | 6.1                           | 15.9                      | 2.390                                       |
| 1983    | 39 304 000       | 770 819   | 254 970 | 515 849        | 19.6                           | 6.5                           | 13.1                      | 2.060                                       |
| 1984    | 39 921 000       | 676 321   | 236 877 | 439 444        | 16.9                           | 5.9                           | 11.0                      | 1.740                                       |
| 1985    | 40 510 000       | 657 375   | 240 885 | 416 490        | 16.2                           | 5.9                           | 10.3                      | 1.660                                       |
| 1986    | 41 067 000       | 637 898   | 239 805 | 398 093        | 15.5                           | 5.8                           | 9.7                       | 1.580                                       |
| 1987    | 41 594 000       | 625 835   | 244 078 | 381 757        | 15.0                           | 5.9                           | 9.2                       | 1.530                                       |
| 1988    | 42 090 000       | 635 367   | 236 461 | 398 906        | 15.1                           | 5.6                           | 9.5                       | 1.550                                       |
| 1989    | 42 552 000       | 641 667   | 237 593 | 404 074        | 15.1                           | 5.6                           | 9.5                       | 1.560                                       |
| 1990    | 42 980 000       | 651 936   | 242 252 | 409 684        | 15.2                           | 5.6                           | 9.5                       | 1.570                                       |
| 1991    | 43 373 000       | 711 631   | 242 944 | 468 687        | 16.4                           | 5.6                           | 10.8                      | 1.710                                       |
| 1992    | 43 729 000       | 732 863   | 236 989 | 495 874        | 16.8                           | 5.4                           | 11.3                      | 1.760                                       |
| 1993    | 44 057 000       | 717 573   | 235 244 | 482 329        | 16.3                           | 5.3                           | 10.9                      | 1.654                                       |
| 1994    | 44 366 000       | 722 834   | 243 566 | 479 268        | 16.3                           | 5.5                           | 10.8                      | 1.656                                       |
| 1995    | 44 662 000       | 715 532   | 243 589 | 471 943        | 16.0                           | 5.5                           | 10.6                      | 1.634                                       |
| 1996    | 44 950 000       | 690 939   | 241 765 | 449 174        | 15.4                           | 5.4                           | 10.0                      | 1.574                                       |
| 1997    | 45 228 000       | 672 911   | 244 069 | 428 842        | 14.9                           | 5.4                           | 9.5                       | 1.520                                       |
| 1998    | 45 495 000       | 642 972   | 248 443 | 394 529        | 14.1                           | 5.5                           | 8.7                       | 1.448                                       |
| 1999    | 45 749 000       | 616 322   | 246 539 | 369 783        | 13.5                           | 5.4                           | 8.1                       | 1.410                                       |
| 2000    | 45 988 000       | 636 780   | 247 346 | 389 434        | 13.4                           | 5.4                           | 8.2                       | 1.467                                       |
| 2001    | 46 211 000       | 557 228   | 242 730 | 314 498        | 11.6                           | 5.3                           | 6.3                       | 1.297                                       |
| 2002    | 46 421 000       | 494 625   | 246 615 | 248 010        | 10.3                           | 5.3                           | 5.0                       | 1.166                                       |
| 2003    | 46 625 000       | 493 471   | 245 817 | 247 654        | 10.2                           | 5.3                           | 5.0                       | 1.180                                       |
| 2004    | 46 831 000       | 472 761   | 244 217 | 228 544        | 9.8                            | 5.2                           | 4.6                       | 1.154                                       |
| 2005    | 47 044 000       | 435 031   | 243 883 | 191 148        | 8.9                            | 5.2                           | 3.9                       | 1.076                                       |
| 2006    | 47 268 000       | 448 153   | 242 266 | 205 887        | 9.2                            | 5.1                           | 4.1                       | 1.123                                       |
| 2007    | 47 499 000       | 493 189   | 244 874 | 248 315        | 10.0                           | 5.2                           | 5.1                       | 1.250                                       |
| 2008    | 47 734 000       | 465 892   | 246 113 | 219 779        | 9.4                            | 5.0                           | 4.4                       | 1.192                                       |
| 2009    | 47 964 000       | 444 849   | 246 962 | 197 907        | 9.0                            | 5.0                           | 4.0                       | 1.149                                       |
| 2010    | 48 184 000       | 470 171   | 255 403 | 214 768        | 9.5                            | 5.2                           | 4.3                       | 1.226                                       |
| 2011(p) |                  | 471 400   | 257 300 | 214 100        | 9.4                            | 5.1                           | 4.3                       | 1.240                                       |

## مجموعات عرقية
كوريا الجنوبية هو مجتمع متجانس نسبيا مع الأغلبية المطلقة من عدد السكان من العرق الكورية. ومع ذلك، مع ظهور لها كقوة اقتصادية، وزيادة الفرص المتاحة للمهاجرين الاجانب في عام 2007 وعدد من المواطنين الأجانب المقيمين في كوريا الجنوبية تجاوزت مليون لأول مرة في التاريخ. 440000 منهم من جاء من الصين، مع أكثر من نصفهم من كونها الكوريين من الجنسية الصينية. وكان أكبر مجموعة المقبلة من الولايات المتحدة مع 117000 من السكان أو 12٪، باستثناء القوات الأميركية المتمركزة في البلاد. فيتنام، والفلبين، تليها تايلند وغيرها من البلدان.
زارها الهجرة الصينية إلى كوريا تاريخ طويل، مع سكان يقدر ب 120,000 العرقية الصينية في كوريا الجنوبية عام 1970 تقريبا. ومع ذلك، بسبب القيود الاقتصادية عن طريق الديكتاتورية بارك جونغ هيي العسكرية، وانخفض هذا العدد إلى حوالي 21000. في فترة 10 سنوات تبدأ في أواخر 1990s، وعدد من الصينيين في كوريا تعافى وتجاوز بكثير الرقم السابق. تختلف التقديرات، مع بعض أكثر من 1,000,000 إحصاء المواطنين الصينيين الذين يعيشون في كوريا الجنوبية والمقيمين الدائمين أو المهاجرين غير الشرعيين، بما في ذلك Joseonjok (조선족 / 朝鲜族، المواطنين الصينيين من أصل كوري) وهان الصينية. وهناك جالية كبيرة في الصينية سيول في جنوب غرب منطقة (Daerim / Namguro) ومجتمع أصغر ولكن مستقرة في سيونغنام. هذا المجتمع، والمعروفة باسم Hwakyo (화교، 华侨) من قبل الكوريين، يرتاب الكوريين العاديين، وتميل إلى تجنب تلك غير مألوفة لهم.
هناك العمال المهاجرين من جنوب شرق آسيا وعلى نحو متزايد من آسيا الوسطى (أوزبكستان وخاصة، وكثير منهم من الكوريين هناك، ومنغوليا)، وفي المدن الرئيسية، وخاصة سول، هناك عدد متزايد من الأجانب المتصلة بالأعمال التجارية والتعليم. وقد ارتفع عدد حالات الزواج بين الكوريين والأجانب بشكل مطرد في السنوات القليلة الماضية. في عام 2005، كان 14٪ من جميع حالات الزواج في كوريا الجنوبية الزواج من أجانب (حوالي 26,000 الزواج)، ومعظمهم من الرجال الكورية الزواج من غيرهم من الآسيويين. ولكن معظم العرائس الأجنبيات المواطنين الصينيين من أصل كوري. الرجال الكورية في الفئات العمرية حتى 40S التي يفوق عدد النساء الكوريات الأصغر قليلا من عادة حوالي 10-15٪، على حد سواء نظرا لارتفاع نسبة ممارسة الجنس وانخفاض في معدل المواليد منذ 1960s، مما يؤدي إلى الطلب على الزوجات الأجنبيات. وكالات العديد من كوريا تشجيع 'الدولية' الزيجات إلى الكوريين الذين يعيشون في الصين، وهان الصينية والفيتنامية والفلبينية، والنساء التايلاندية، مشيرا إلى درجة جديدة من التعقيد على مسألة العرق. ولكن هذه النسبة قد انخفضت بشكل مطرد منذ عام 2005، مع «الزواج الدولي» التي تشكل 10٪ من الزيجات في كوريا الجنوبية. لكن هذه الزيجات عادة ما تكون قصيرة الأجل كما أن نسبة الطلاق قد ارتفعت بين الكوريين والنساء في جنوب شرق آسيا. حالات الطلاق بين الأزواج مثل يشكلون أكثر من 40٪ من نسبة الطلاق في كوريا الجنوبية الإجمالي. كانت هناك تقارير من الزواج احتيال بين الرجل والمرأة الكورية في جنوب شرق آسيا، حيث يتم خداع الرجال الكورية في صناعة العروس البريد النظام. لكن هذه الصناعة معطوب لم يتم حلها حيث ان الحكومة الكورية لم تستجب لهذه المشكلة. وكانت الحكومة الكمبودية والحكومة Fillipino تمنع النساء من أجل الزواج من رجال الكورية بعد ان قتل من العروس الكمبودي من قبل زوجها الكورية. العرائس الأجنبيات غالبا ما يواجهون معاملة قاسية وعنيفة في كثير من الأحيان في كوريا.
ازداد عدد من مدرسي اللغة الإنجليزية المغتربين جاءوا من دول الناطقة باللغة الإنكليزية من أقل من 1,000 في عام 1988 إلى أكثر من 20000 منذ عام 2002. 
هناك أيضا بعض 30,000 + الولايات المتحدة من الأفراد العسكريين والموظفين المدنيين في جميع أنحاء البلاد، وتقترن أيضا عددا متزايدا منهم (اعتبارا من 2010) من قبل أفراد الأسرة.

## لغات
ويتحدث اللغة الكورية من قبل الغالبية العظمى من السكان. تدرس على نطاق واسع الإنجليزية في المدارس الابتدائية، المدارس المتوسطة والثانوية، ويستمر إلى أن تدرس في التعليم العالي. لا يتم استخدام اللغة اليابانية، وهي من مخلفات الحكم الاستعماري الياباني لكوريا، ولغة رسمية حتى عام 1945، ولكن قد أعطى بعض الكلمات المستعارة للغة الكورية، وخاصة بالنسبة للجيل الأكبر سنا.

## الدين
- غير المتدينين: 46.5٪
- المسيحية: 29.5٪
- البوذية: 22.8٪
- الأخرى: 1.4٪

## حقائق العالم الإحصاءات الديموغرافية
الإحصاءات التالية الديموغرافية هي من كتاب حقائق العالم وكالة المخابرات المركزية، ما لم يتبين خلاف ذلك.
| السنة | عدد السكان | معدل النمو | عمر هيكل |
| ----- | ---------- | ---------- | --- |
| 2007  | 49,044,790 | 0.578%     | - 0–14 سنة: 18.3% (ذكور 4,714,103/إناث 4,262,873) - 15–64 سنة: 72.1% (ذكور 18,004,719/إناث 17,346,594) - 65 سنة ومافوق: 9.6% (ذكور 1,921,803/إناث 2,794,698) |
| 2006  | 48,846,823 | 0.58%      | - 0–14 سنة: 18.9% (ذكور 4,844,083/إناث 4,368,139) - 15–64 سنة: 71.8% (ذكور 17,886,148/إناث 17,250,862) - 65 سنة ومافوق: 9.2% (ذكور 1,818,677/إناث 2,678,914) |

### العمر هيكل
- 0 -14 سنة:15.7٪ (ذكور 3980541 / إناث 3650631)
- 15-64 سنة:72.9٪ (ذكور 18151023/17400809 إناث)
- 65 سنة وما فوق:11.4٪ (ذكور 2259621 / إناث 3312032) (2011 تخمين)

### نسبة الجنس
- عند الولادة: 1.07 ذكور (ق) / أنثى
- تحت 15 سنة: 1.09 ذكور (ق) / أنثى
- 15-64 سنة:1.04 ذكور (ق) / أنثى
- '65 سنة وما فوق: '0.69 ذكور (ق) / أنثى
- مجموع عدد السكان: 1.00 ذكور (ق) / أنثى (2012 تخمين)

### متوسط العمر المتوقع
- مجموع عدد السكان: 79.3 سنة
- ذكر: 76.1 سنة
- أنثى: 82,7 سنة (2012 تخمين)

### معرفة القراءة والكتابة
- التعريف: سن 15 وما فوق يستطيعون القراءة والكتابة
- مجموع عدد السكان: 97.9٪
- ذكر: 99.2٪
- أنثى: 96.6٪ (2002)

## الكوريين المقيمين في الخارج
على نطاق واسع هجرة من كوريا وبدأت حوالي عام 1904 واستمر حتى نهاية الحرب العالمية الثانية. خلال كوريا تحت الحكم الياباني فترة، هاجر العديد من الكوريين إلى منشوريا (في الوقت الحاضر الصين 'المقاطعات الشمالية الشرقية من لياونينغ، جيلين، وهيلونغجيانغ)، وأجزاء أخرى من الصين، الاتحاد السوفياتي، هاواي، والقارية الولايات المتحدة.
هاجر معظم لأسباب اقتصادية، وكانت فرص العمل نادرة، وكثير من المزارعين الكورية فقدوا أراضيهم بعد اليابانية نظاما لتسجيل الأراضي وخاصة حيازة الأراضي، وفرض ضرائب أعلى على الأرض، ودفع النمو السريع للطبقة المالك الغائب فرض إيجارات باهظة. ذهب الكوريون من المحافظات الشمالية من كوريا أساسا إلى منشوريا، والصين، وسيبيريا. ذهب كثير من الناس من المحافظات الجنوبية إلى اليابان. وكان الكوريون جندوا في كتائب العمل اليابانية أو اليابانية جيش، وخصوصا خلال الحرب العالمية الثانية. في الفترة 1940-1944، عاش ما يقرب من مليوني كوري في اليابان، و 1.4 مليون في منشوريا، 600000 في سيبيريا، و 130000 في الصين. وتناثرت ما يقدر ب 40000 الكوريون من بين بلدان أخرى. في نهاية الحرب العالمية الثانية، أعيد ما يقرب من مليوني كوري من اليابان ومنشوريا.
عاش أكثر من 4 ملايين الكوريين خارج شبه الجزيرة خلال 1980s في وقت مبكر. عاش أكبر مجموعة، على بعد حوالى 1.7 مليون شخص، في الصين، والمتحدرين من المزارعين الكوريين الذين غادروا البلد خلال الاحتلال الياباني. وكان معظم اكتسب الجنسية الصينية. وكان الاتحاد السوفياتي حوالي 430000 الكوريين. ولاحظ أحد المراقبين أن كوريا كانت ناجحة جدا في تشغيل المزارع الجماعية في الاتحاد السوفيتي آسيا الوسطى أن يكون الكورية كان مرتبطا في كثير من الأحيان من قبل السوفييت أخرى مع كونها غنية [بحاجة لمصدر].
على النقيض من ذلك، كان كثير من الكوريين ما يقرب من 700000 في اليابان أقل من المتوسط مستويات المعيشة. حدث هذا الوضع جزئيا بسبب التمييز الذي تمارسه الأغلبية الياباني ويرجع ذلك جزئيا لعدد كبير من الكوريين المقيمين، موالية للنظام الكوري الشمالي من كيم ايل سونغ. يفضل أن يبقى منفصلا عن ومعادية للصلب اليابانية الموالية لكوريا الشمالية شونغريون (عام رابطة للكوريين المقيمين في اليابان) وكان في البداية أكثر نجاحا من الموالي لكوريا الجنوبية مندان (رابطة للكوريين المقيمين في اليابان) في جذب الأتباع بين السكان في اليابان. منذ اقامة العلاقات الدبلوماسية بين سيول وطوكيو في عام 1965، ومع ذلك، فإن حكومة كوريا الجنوبية قد اتخذت دورا نشطا في تعزيز مصالح سكانها في اليابان في المفاوضات مع الحكومة اليابانية. كما قدمت الدعم إلى المدارس الكورية في اليابان وغيرها من الأنشطة المجتمعية.
بحلول نهاية عام 1988 كان هناك أكثر من المقيمين في الخارج 2000000 كوريا الجنوبية. أمريكا الشمالية وكانت الوجهة المفضلة، واختيار أكثر من 1.2 مليون. الكورية المهاجرين في الولايات المتحدة وكندا اكتسبت سمعة على العمل الجاد والنجاح الاقتصادي. وكانت كوريا الجنوبية أيضا المقيمين في الخارج من وسط وأمريكا الجنوبية (785000)، والشرق الأوسط (62000)، أوروبا الغربية (40,000)، نيوزيلندا (30,000)، والبلدان الآسيوية الأخرى (27000)، وأفريقيا (25,000). وهناك عدد محدود من المهاجرين جنوب ترعاها الحكومة الكورية استقر في شيلي، الأرجنتين، وغيرها من أمريكا اللاتينية البلدان.
بسبب التوسع في كوريا الجنوبية الاقتصادي السريع، وعدد متزايد من مواطنيها المقيمين في الخارج على أساس مؤقت كما رجال الأعمال، والكوادر الفنية، والطلاب الأجانب، وعمال البناء. وكان عدد كبير من الكوريين الجنوبيين في الخارج هاجر مرة أخرى إلى كوريا الجنوبية في المقام الأول بسبب الظروف الاقتصادية وتحسين الكثير من الصعوبات في التكيف مع الذين يعيشون في الخارج.

## وصلات خارجية
- Korean Statistical Information System
- South Korea: Balancing Labor Demand with Strict Controls, Park Young-bum, Migration Information Source, December 2004.
- HelpAge International
- HelpAge Korea (in Korean)